# 江湖無難事
《江湖無難事》，是一部於2019年上映的臺灣黑色喜劇電影，由高炳權執導，邱澤、黃迪揚、龍劭華、姚以緹、顏正國、黃尚禾領銜主演。臺灣於2019年10月9日上映。故事描述一對搭檔在拍電影的過程中遇到女主角死亡的意外，卻依舊用她的屍體繼續製作電影，進而引發一連串荒唐事蹟的過程。
該片在第56屆金馬獎上入圍了最佳女配角（姚以緹）以及最佳造型設計。

## 製作

### 劇本
導演高炳權畢業自台北藝術大學電影創作研究所，他表示《江湖無難事》的故事的起源，是在2009年時為了繳交研究所的作業時，騎車行經基隆路和羅斯福路的路口，在當時出現了靈感。這個靈感和公視電視單元劇《愛的麵包魂》的攝製過程有關，《愛的麵包魂》的女主角原定由曾愷玹飾演，但因為她騎車被燙傷而引發蜂窩性組織炎，只好臨時換成王湘涵演出。而這個經驗讓高炳權想到「電影女主角在拍攝過程中死亡，劇組用她的屍體繼續拍下去」的故事雛形，到了2013年，這個雛形才構成劇本。由高炳權構思出千字的劇情大綱後，交給馮勃棣續寫，並加入各種B級片的元素。
故事以熱血的電影人為主角，結合黑幫、活屍和跨性別等元素，這些元素在最初的構想中並不存在，而是高炳權考慮到以拍片為主題的電影很可能會淪為讓圈內人孤芳自賞的作品，為打入大眾，便加入了黑幫和活屍這些熱門元素，並刪減了部分太過黑色、噁心的笑點。譬如，馮勃棣表示自己對跨性別議題很感興趣，所以他在劇中增添了變裝皇后和男男對戲等與性別有關的元素。為保險起見，劇中所有的笑點都是高炳權、馮勃棣和蔡顗禾三人一起討論後，覺得好笑才會保留。在結局部份，馮勃棣認為最後的成品是最好的版本，有著計中計以及充足的感情意義。
高炳權表示，因為起初有中國大陸的資方，所以2013年的版本是想在中國大陸拍攝，甚至還開玩笑地想請周潤發、周迅、黃渤和尚·雷諾等演員出演，但因為這個版本的尺度過大，劇本沒有過審，因此決定回到台灣拍攝。例如高炳權表示，在中國大陸拍攝的版本不能直言「黑幫」，必須說是「地方土豪」，回台灣拍片後才修改劇本，將黑幫元素緊密結合，他表示在台灣拍片的人都聽過各種黑道介入電影製作的傳奇故事，也指出如果沒有台灣的創作土壤，無法誕生出《江湖無難事》這種「台灣特有原生種」。
高炳權指出，由於這部作品充滿「政治不正確」又難以打入中國大陸市場，在籌資階段處處碰壁，甚至有人以「學佛」為由拒絕，過了幾年也找不到有投資方願意投資這種荒誕的劇本，但他想拍出特別的作品，所以無意拍攝成本比較低而且被視為安全牌的愛情片。《江湖無難事》的劇本在2017年獲得優良劇本獎的特優獎，取得輔導金，還獲得高雄市投資計劃「高雄人」支持，該片監製初估預算為5、6千萬元，而最終拍攝成本只有臺幣3,500萬元，在製作資金不算充裕的情形下，除了不能省的成本，例如：爆破費用、活屍化妝以及赴日本取景，許多構想都必須刪節或修改，例如結尾部分刪除了原先構想的飛車追逐，而故事裡原本仔細規劃的槍戰，改成以關燈後的閃光特效給取代。
全片拍攝時採單機作業，主體拍攝時間是29天，由解孟儒剪接。高炳權認為如果拍攝時間可以多5天會更好。

### 演員及角色
邱澤在電影中飾演台客製片「豪洨」，因拍片負債而加入黑道。邱澤認為劇本實在非常荒誕，所以倘若以很認真的態度去演，或能創造出反差，而且劇本雖然荒謬，但這種荒謬是出於生活、朋友和利益，理由非常真實，主角雖然生活艱苦，導演也把情節安排得非常有趣。在得到劇本時，邱澤認為小青一角很具挑戰性，本來想飾演該角色，但因為他的體格與角色形象不符，所以飾演豪洨。邱澤認為拍喜劇片最棒的是思維方式會常保樂趣，但憋笑非常辛苦。
為了詮釋黑道小弟，他必須在身上畫刺青，每次作業需要六個小時，邱澤總共經歷了三次花六小時畫上刺青的過程。在電影開場的情節裡，豪洨全身赤裸被冷水噴灑，導演認為這可以讓觀眾感受到主角的悲慘處境。邱澤在劇中有一段被人拿槍指著頭的橋段，必須演出面對死亡威脅時的恐懼，由於不知該如何詮釋，他在片場向顏正國討教。顏正國舉出了兩種可能，一是驚惶失措地胡言亂語，二是抱持豁出去的心情放手一搏，而依照豪洨的角色個性，應該會出現第一種反應。
黃迪揚飾演豪洨的摯友，熱愛電影的導演「穩死」。這是黃迪揚首次擔綱主演，他在開拍前與邱澤、高炳權一起運動培養感情，在殺青後三人也成為朋友。
龍劭華飾演出資讓主角拍電影的黑道老大龍哥，更在劇中演出活屍。龍劭華認為這部作品在台灣很少見，也很難拍，他表示最痛苦的是在歷經三小時的特殊化妝，讓自己扮成活屍後，還要戴上隱形眼鏡，這會導致視力完全被擋住，連上廁所都要有人攙扶。邱澤評價龍劭華的演出可謂游刃有餘，與他演對手戲很舒服。
姚以緹飾演龍哥的情人香耐鵝，以及與她有著相同長相的變裝皇后小青，由於劇情安排香耐鵝在開場不久後即死亡，所以她也要飾演死屍。姚以緹表示自己很喜歡黑色喜劇，因為該劇的劇本很荒謬，會讓自己躍躍欲試。她在第一次與導演見面時，就被稱讚「有第三性的感覺」。在劇中，姚以緹和龍劭華在劇中有不少親密互動，所以兩人在開拍前先見面吃飯培養感情，她表示兩人的個性都比較主動，相處也融洽，而她在片中演出激情戲的方式是過去所沒有的。在演出香耐鵝的屍體方面，她表示要憋氣並讓眼球不能動是非常困難的一件事，尤其劇情又是黑色喜劇，要忍住笑意更是難上加難。
在飾演小青方面，姚以緹為投入角色，特別關注跨性別議題並收看跨性別者主持的網路節目也觀看《搖滾芭比》及相關紀錄片，捕捉角色的氣勢與特質。因為她必須演出「男扮女裝」的狀態，所以裝了矽膠義乳，原本義乳要做模而且可以貼合在演員身上，但因為預算有限，義乳只能在網路上找現成的，質感並不算好，最初的義乳是包覆全身的道具，但因為太重，只好把胸部以外的部分去除。劇中有一段她被扯開手術衣後袒胸露乳的演出，她表示在演出過程中其他演員都異常安靜，而自己在試片時看到此場景也很害羞。另外，小青的男聲由陳家逵配音。
顏正國飾演龍哥的左右手土虱廖，他對劇中一段被龍劭華襲胸的情節印象深刻，他表示當下感到害羞又有趣，認為這是臺灣本土電影的奇特趣味。
在劇中有一段龍哥於三溫暖內與其他黑道成員進行親密互動的戲碼，可謂搞笑的高潮，雖然導演對讓兩位前輩演出這般戲碼感到有壓力，但龍劭華和顏正國都沒有拒絕，演出相當賣力。雖然龍劭華在演出當天才第一次見到顏正國，但因為兩人都是經驗豐富的演員，所以過程很順暢。
陳漢典飾演劇中劇《末日無難事》原定的男主角典哥，他對演出活屍頗有心得，並將這些訣竅傳授給飾演活屍群的群眾演員們，他指出飾演活屍時，走路必須一拐一拐的，而手要模仿向前擁抱卻撲了個空的動作。林育品（阿喜）飾演化妝師，劇中有一段要色誘日本黑道的情節，因此她穿了兩件內衣，製造出很深的乳溝。她必須常常和梁赫群對戲，因為梁赫群具有喜感，所以她憋笑得很痛苦。梁赫群飾演副導演小梁哥，他表示自己在劇中呈現出來的目瞪口呆與驚訝的表情都不是刻意表演的成果，因為自己真的認為情節太過荒唐，而拍攝這麼搞笑的劇本也很難正經。黃尚禾、吳震亞和阮橋本（鋼鐵爸）飾演黑道成員小武、阿甲和英俊仔，黃尚禾是高炳權的學弟，對兩人可以再度合作感到開心，而吳震亞認為扮演黑道並兼顧搞笑是很大的挑戰，並表示《江湖無難事》對台灣市場而言是很特別的作品。

### 音樂
《江湖無難事》主題曲〈無經驗可〉由李英宏作詞作曲，他在看過電影後，了解到這是一個基層工作者懷抱熱血打拚，希望能出人頭地的故事，由於李英宏在出道前也做過許多藍領工作，所以能感同身受。他在MV中一人分飾三角，扮演收音助理、黑道小弟和酒店少爺，而電影的眾演員，包括姚以緹、黃迪揚、黃尚禾，以及演員侯彥西、導演李芸嬋也都參與了MV的演出。

### 宣傳
2019年7月31日，劇組釋出首支預告片。電影前導海報則是由設計師陳世川操刀，顯現出電影的無厘頭風格。

## 劇情大綱
製片「豪洨」（邱澤飾）和導演「穩死」（黃迪揚飾）是一對懷抱電影夢的好友，兩人一起長大，合作十多年，不但沒成名還為理想血本無歸，過著四處舉債的窮日子，甚至還去當黑道的基層員工來還債。
某日，穩死的劇本被他們的債主，黑道老大龍哥（龍劭華飾）相中，出錢讓他們發揮，唯一的條件是必須由大嫂香耐鵝（姚以緹飾）擔任女主角，雖然她的氣質和活屍片《末日無難事》的劇本上設定的純情高中生有顯著差異，但兩人迫於現實仍舊答應。但在電影開拍派對狂歡之後，香耐鵝卻死在泳池裡。兩人和前來協力的副導演小梁哥（梁赫群飾）不敢讓大哥知道，決定就算用屍體也要完成電影，並趁著到日本拍攝時跑路。
他們請禮儀師咪咪（林育品飾）替香耐鵝化妝，用冷凍櫃替她保鮮，進行拍攝作業，只是屍體終究不堪拍攝工作摧殘，最終被火化。豪洨和穩死找到與香耐鵝長相相同的變裝皇后小青替它演出，這讓奉了龍哥左右手土虱廖的命令監視香耐鵝、實際上是要確保她體內鑽石安全的黑道小弟小武（黃尚禾飾）察覺異狀。
在眾人為拍攝電影而到日本時，原本預計中途各自跑路，但穩死實在想把電影拍完，計畫無法實現。他們還得知龍哥長期暗中用手術在香耐鵝的胸部藏入鑽石並走私，豪洨認為龍哥如果發現真相，會認為兩人是為了取得鑽石而派小青調包，顧慮到可能的生命危險，豪洨退出電影拍攝工作，卻遭黑道擄走。穩死為了救他，從香耐鵝的骨灰罈裡取出鑽石交給小武。土虱廖密謀推翻龍哥，要他們在電影的爆破戲中將龍哥炸死，但穩死堅決反對用電影殺人。
龍哥察覺香耐鵝是小青假扮的，憤而質問鑽石的下落，因此槍殺了豪洨。穩死被逼著把電影拍完，土虱廖在拍攝過程中引爆炸藥炸死龍哥，並當著龍哥屍體的面前談論密謀造反的計畫，穩死憤而開槍亂殺一通，就在穩死被其餘黑道成員壓制時，龍哥和其他臨演的屍體突然「復活」並亂咬人，場面一度混亂，直到豪洨現身喊「卡」終止一切。
實際上龍哥早已從豪洨口中得知情報，從龍哥察覺小青的身分開始的所有情節，都是龍哥為了引出內鬼的計策，計畫敗露的土虱廖下場悽慘。在電影完成後，雖然叫好不叫座，但龍哥很滿意，決定拍攝續集《江湖無難事》。

## 上映
劇組在2019年9月23日召開記者會發布消息。10月4日在釜山影展進行首映，評價不俗。為呼應電影內的多種元素，劇組籌辦了各種主題的特映會，例如邀請參與電影演出的變裝皇后在西門町遊行造勢。
《江湖無難事》原定在2019年10月18日於臺灣上映，後改在同月9日上映。在電影上映一日後就已流出盜版，使高炳權對此破口大罵並自嘲雖然有點開心，「但若是能晚一點流出去就好了。」

## 迴響/票房

### 票房
截至2019年10月14日，票房近新台幣660萬，表現不如預期。

### 評價
電影獲選入2019年釜山國際電影節亞洲之窗單元，他認為這證明了台灣的喜劇受到國際肯定。邱澤並以此劇獲得第七屆亞洲之星獎的「Face of Asia Award」。
由於皆以活屍和黑色喜劇為題材，《江湖無難事》經常被與日本電影《一屍到底》做比較，或被稱為「台版《一屍到底》」，但兩部片有著截然不同的調性，也不存在模仿問題。
影評文木人稱讚作品將電影人甚或各行各業的基層員工在職場上會遇到的磨難描寫得能令人產生同感，並在荒誕的劇情架構上建立了一流的幽默。影評簡盈柔認為《江湖無難事》拋開世俗並瘋狂試探道德底線的作品，她也稱讚姚以緹的演技，指出她憑藉此片翻轉了過去的形象，日後可以認真開發喜劇或其他需要施展演技的戲路。《娛樂重擊》寫手Maple同樣把這部片與《一屍到底》和《魔幻時刻》做比較，認為它是獲得了日式喜劇養分但充滿台味的故事，劇本可圈可點，幾個角色也頗具特色。

### 獎項
姚以緹入圍第56屆金馬獎最佳女配角，因為她飾演的角色之一是跨性別者，入圍時她還特別確認自己入圍的是最佳男配角還是最佳女配角。她感謝評審給自己以及電影的肯定，表示這是莫大榮幸。而沒有入圍最佳新人獎的黃迪揚認為自己除了會朝著得獎的目標努，也會繼續把心力投注在表演上。除最佳女配角外，該片也入圍最佳造型設計。
| 年份   | 單位             | 獎項                      | 入圍者                 | 結果 |
| ------ | ---------------- | ------------------------- | ---------------------- | ---- |
| 2019年 | 第56屆金馬獎     | 最佳女配角                | 姚以緹                 | 提名 |
| 2019年 | 第56屆金馬獎     | 最佳造型設計              | 施筱柔                 | 提名 |
| 2020年 | 第22屆臺北電影獎 | 最佳女配角                | 姚以緹                 | 獲獎 |
| 2020年 | 第22屆臺北電影獎 | 最佳編劇                  | 馮勃棣、蔡顗禾、高炳權 | 獲獎 |
| 2020年 | 第22屆臺北電影獎 | 最佳配樂                  | 柯智豪                 | 提名 |
| 2020年 | 第22屆臺北電影獎 | 最佳造型設計              | 施筱柔                 | 獲獎 |
| 2020年 | 第22屆臺北電影獎 | 最佳美術設計              | 葉子瑋                 | 提名 |
| 2020年 | 第22屆臺北電影獎 | 最佳視覺效果              | 嚴振欽                 | 提名 |
| 2020年 | 第22屆臺北電影獎 | 最佳傑出技術-特效化妝     | 張丞寧                 | 提名 |
| 2020年 | 第22屆臺北電影獎 | 台灣電影行銷獎-最佳海報獎 | 陳世川                 | 獲獎 |

## 外部連結
- 江湖無難事的Facebook專頁
- 在Disney+上觀看《江湖無難事》（因版權限制，本節目可能僅在部分地區上架。）